# ميتش آباو
ميتش آباو (بالهولندية: Mitch Apau) (27 أبريل 1990 بأمستردام في هولندا - ) هو لاعب كرة قدم هولندي في مركز الدفاع. لعب مع آر كي سي فالفيك ونادي فيسترلو ونادي فيندام.

## وصلات خارجية
- ميتش آباو على موقع قاعدة بيانات كرة القدم.إي يو (الإنجليزية)
- ميتش آباو على موقع Soccerway.com (الإنجليزية)